# Signiphora aleyrodis
Signiphora aleyrodis is een vliesvleugelig insect uit de familie Signiphoridae. De wetenschappelijke naam is voor het eerst geldig gepubliceerd in 1900 door Ashmead.